# Танхойский маяк
Танхойский маяк — один из трёх маяков паромной железнодорожной переправы через озеро Байкал. Построен в 1903 году вместе с пристанью в посёлке Танхой Бурятии. До наших дней от маяка остался только каменный фундамент. В конце XX века на фундамент маяка был установлен знак государственной геодезической сети «Пункт Танхой», который охраняется государством.

## Маяк
Маяк был построен вместе со строительством пристани в Танхое в 1903 году в рамках строительства на Байкале паромной железнодорожной переправы. Танхойский маяк является последним из трёх маяков (Устьянский (1901), Мысовский (1895)) построенным для Байкальской переправы. Маяки установлены Министерством путей сообщения.
Танхойский маяк представлял собой высокую капитальную башню с винтовой лестницей внутри, ведущей в барабан, на смотровую площадку, где помещался светооптический аппарат, работающий на масле или газе.
В 1918 году Байкальская переправа была закрыта и необходимость в маяке отпала. До наших дней от маяка остался только каменный фундамент.
В 1979—1986 годах Танхой был местом базирования экспедиции Гидрографической службы Тихоокеанского флота, военные гидрографы которого установили металлический знак государственной геодезической сети «Пункт Танхой» на каменном фундаменте исторического маяка. Знак «Триангуляция ГС ВМФ» служит для выполнения гидрографических работ на озере Байкал, находится в ведении Управления Росреестра по Иркутской области. Геодезический знак охраняется государством.
В 2016 году с поверхности каменного фундамента специалистами научного отдела Байкальского заповедника были сняты частички лишайника. Материалы отправили в Санкт-Петербург в Ботанический институт им. В. Л. Комарова РАН, где было установлено, что возраст каменной кладки составляет 90 — 100 лет. Таким образом это, а также найденная старинная фотография Танхойского маяка, подтвердили, что этот фундамент является основанием маяка 1903 года постройки.